# At-Takijja
At-Takijja (arab. الطاقية) – wieś w Syrii, w muhafazie Aleppo, w dystrykcie Afrin. W 2004 roku liczyła 392 mieszkańców.